# Massanes (Francja)
Massanes – miejscowość i gmina we Francji, w regionie Oksytania, w departamencie Gard.
Według danych na rok 1990 gminę zamieszkiwało 171 osób, a gęstość zaludnienia wynosiła 104 osoby/km² (wśród 1545 gmin Langwedocji-Roussillon Massanes plasuje się na 736. miejscu pod względem liczby ludności, natomiast pod względem powierzchni na miejscu 1109.).